# Championnat du Japon de sport-prototypes 1989
Navigation
Édition précédente Édition suivante
Le Championnat du Japon de sport-prototypes 1989 est la 7e saison du Championnat du Japon de sport-prototypes. Il s'est couru du 12 mars 1989 au 8 octobre 1989, comprenant six épreuves.

## Calendrier
| Manche | Course                        | Circuit | Participants | Date       |
| ------ | ----------------------------- | ------- | ------------ | ---------- |
| 1      | All Japan Fuji 500 km         | Fuji    | 17           | 12 mars    |
| 2      | All Japan Fuji 1000 km        | Fuji    | 17           | 30 avril   |
| 3      | All Japan Fuji 500 Miles      | Fuji    | 17           | 22 juillet |
| 4      | International Suzuka 1 000 km | Suzuka  | 26           | 3 décembre |
| 5      | Inter-Challenge Fuji 1000     | Fuji    | 24           | 8 octobre  |

La quatrième manche prévue originellement sur le circuit de Suzuka le 27 août a été décalée au 3 décembre pour cause de typhon.

## Résultats de la saison

### Courses
| Manche | Circuit | Équipe vainqueur                       | Résultats |
| Manche | Circuit | Pilote vainqueur                       | Résultats |
| ------ | ------- | -------------------------------------- | --------- |
| 1      | Fuji    | FromA Racing Team                      | Résultats |
| 1      | Fuji    | Harald Grohs Akihiko Nakaya            | Résultats |
| 2      | Fuji    | Omron Racing                           | Résultats |
| 2      | Fuji    | Vern Schuppan Eje Elgh Keiji Matsumoto | Résultats |
| 3      | Fuji    | Leyton House Racing                    | Résultats |
| 3      | Fuji    | Hideki Okada Masanori Sekiya           | Résultats |
| 4      | Suzuka  | Alpha Nova                             | Résultats |
| 4      | Suzuka  | Kunimitsu Takahashi Stanley Dickens    | Résultats |
| 5      | Fuji    | Toyota Team TOM'S                      | Résultats |
| 5      | Fuji    | Hitoshi Ogawa Paolo Barilla            | Résultats |

## Classements

### Attribution des points
| Système des points | Système des points | Système des points | Système des points | Système des points | Système des points | Système des points | Système des points | Système des points | Système des points | Système des points | Système des points |
| Position           | 1er                | 2e                 | 3e                 | 4e                 | 5e                 | 6e                 | 7e                 | 8e                 | 9e                 | 10e                | Au-delà            |
| ------------------ | ------------------ | ------------------ | ------------------ | ------------------ | ------------------ | ------------------ | ------------------ | ------------------ | ------------------ | ------------------ | ------------------ |
| Points             | 20                 | 15                 | 12                 | 10                 | 8                  | 6                  | 4                  | 3                  | 2                  | 1                  | 0                  |

### Championnat des pilotes

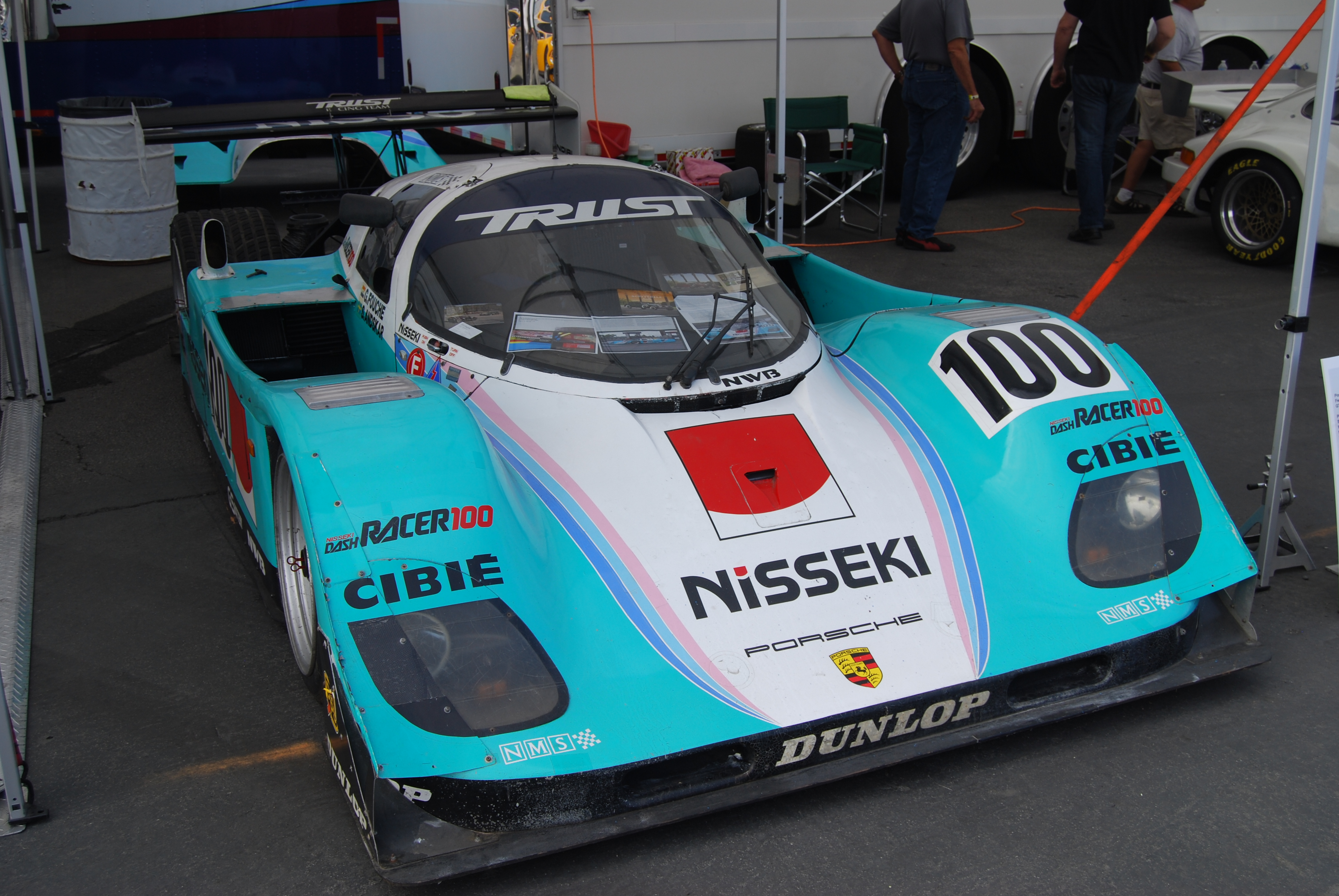
La Porsche 962C GTi de l'écurie Trust Racing Team ayant participé au Championnat du Japon de sport-prototypes 1989

| Pos. | Pilote              | Voiture          | FUJ  | FUJ  | FUJ  | SUZ  | FUJ | Total |
| ---- | ------------------- | ---------------- | ---- | ---- | ---- | ---- | --- | ----- |
| 1    | Kunimitsu Takahashi | Porsche 962C     | 6    | 4    | 4    | 1    | 4   | 56    |
| 2    | Stanley Dickens     | Porsche 962C     | 6    | 4    | 4    | 1    | 4   | 56    |
| 3    | George Fouché       | Porsche 962C GTi | Abd. | 2    | 2    | 4    | 2   | 55    |
| 4    | Steven Andskär      | Porsche 962C GTi | Abd. | 2    | 2    | 4    | 2   | 55    |
| 5    | Eje Elgh            | Porsche 962C     | 2    | 1    | Abd. | Abd. | 3   | 47    |
| 6    | Vern Schuppan       | Porsche 962C     | 2    | 1    | Abd. | Abd. | 3   | 47    |
| 7    | Hitoshi Ogawa       | Toyota 89C-V     | 5    | 8    | 3    | 2    | 1   | 43    |
| 8    | Hideki Okada        | Porsche 962CK6   | 4    | 5    | 1    | Abd. | 6   | 42    |
| 9    | Masanori Sekiya     | Porsche 962CK6   | 4    | 5    | 1    | Abd. | 6   | 38    |
| 10   | Harald Grohs        | Porsche 962C     | 1    | Abd. | Abd. | 2    | 16  | 35    |
| 11   | Akihiko Nakaya      | Porsche 962C     | 1    | Abd. | Abd. | 2    | 16  | 35    |

| Couleur | Résultat                     |
| ------- | ---------------------------- |
| Or      | Vainqueur                    |
| Argent  | 2e place                     |
| Bronze  | 3e place                     |
| Vert    | Terminé, dans les points     |
| Bleu    | Terminé, pas dans les points |
| Violet  | Abandon (Ab.) ou (Ret)       |
| Violet  | Non classé (NC)              |
| Rouge   | Pas qualifié (DNQ)           |
| Noir    | Disqualifié (DSQ)            |
| Blanc   | Pas au départ (DNS)          |
| Blanc   | Forfait (WD)                 |
| Blanc   | N'a pas participé (DNP)      |
| Blanc   | Blessé (INJ)                 |
| Blanc   | Exclu (EX)                   |
| Blanc   | Course annulée (C)           |

### Championnat des constructeurs

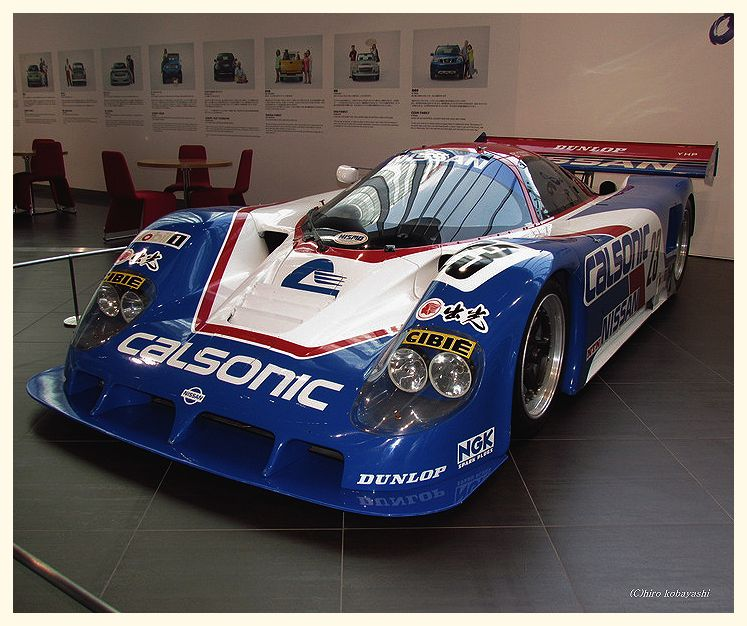
La Nissan R89C de l'écurie Nissan Motorsport ayant participé au Championnat du Japon de sport-prototypes 1989

| Pos. | Constructeur   | FUJ  | FUJ  | FUJ  | SUZ  | FUJ | Total |
| ---- | -------------- | ---- | ---- | ---- | ---- | --- | ----- |
| 1    | Porsche        | 1    | 1    | 1    | 1    | 2   | 95    |
| 2    | Toyota         | 5    | 8    | 3    | Abd. | 1   | 43    |
| 3    | Nissan         | 8    | 3    | Abd. | 6    | 8   | 24    |
| 4    | March / Nissan | Abd. | 7    | Abd. | 3    | 9   | 18    |
| 5    | Mazda          | 10   | 9    | 6    | 5    | 10  | 18    |
| 6    | BB / Ford      | Abd. | Abd. | 8    | DNS  | 15  | 3     |

| Couleur | Résultat                     |
| ------- | ---------------------------- |
| Or      | Vainqueur                    |
| Argent  | 2e place                     |
| Bronze  | 3e place                     |
| Vert    | Terminé, dans les points     |
| Bleu    | Terminé, pas dans les points |
| Violet  | Abandon (Ab.) ou (Ret)       |
| Violet  | Non classé (NC)              |
| Rouge   | Pas qualifié (DNQ)           |
| Noir    | Disqualifié (DSQ)            |
| Blanc   | Pas au départ (DNS)          |
| Blanc   | Forfait (WD)                 |
| Blanc   | N'a pas participé (DNP)      |
| Blanc   | Blessé (INJ)                 |
| Blanc   | Exclu (EX)                   |
| Blanc   | Course annulée (C)           |